# Förintelsen (TV-serie)
Förintelsen (engelska: Holocaust) är en amerikansk miniserie i fyra delar från 1978 av Marvin J. Chomsky med Meryl Streep, James Woods och Michael Moriarty i huvudrollerna. Förintelsen handlar om den judiska läkarfamiljen Weiss som lever i Berlin under nazistregimen. TV-serien tar upp historiska händelser som Kristallnatten, skapandet av getton samt förintelselägren.

## Handling
Familjen Weiss är en judisk familj i Berlin. Konstmålaren Karl Weiss (James Woods) gifter sig 1935 med den vackra Inga Helms (Meryl Streep), som inte är jude. Restriktionerna för judarna blir allt fler i samband med det nazistiska maktövertagandet 1933. Karl skickas till koncentrationslägret Buchenwald anklagad av nazisterna för att vara judisk kommunist. Pappa Josef (Fritz Weaver) förlorar jobbet som läkare och utvisas till Polen. Karls bror Rudi (Joseph Bottoms) flyr till Prag där han förälskar sig i motståndskvinnan Helena Slomova (Tova Feldshuh). Systern i familjen, Anna, våldtas av tre nazister och förs svårt chockad till en anstalt där hon mördas i en gaskammare i det nazistiska eutanasiprogrammet. Serien följer även den unge arbetslöse juristen Erik Dorf (Michael Moriarty) som stiger i graderna i SS och blir Obersturmbannführer. Dorf blir personlig assistent till Reinhard Heydrich 1938. 
I den andra delen är året 1941 och tyska trupper har ockuperat stora delar av Östeuropa och upprättat koncentrationsläger. Karl Weiss är kvar som fånge i Buchenwald och straffas genom arbete i ett stenbrott. Hans fru Inga vill få brevkontakt med sin make men kan bara göra det om hon går till sängs med Heinz Müller som erbjuder sig att agera "brevbärare". Josef Weiss, som är medlem i Judarnas råd, arbetar som läkare på det judiska sjukhuset i Warszawas getto. Hans medarbetare Olnich avrättas för att ha smugglat in mat till de sjuka barnen i gettot. Senare anländer Josefs fru Bertha. Rudi Weiss och Helena Slomova flyr via Ungern till Sovjetunionen och till Kiev. De undgår massakern i Babij Jar som de blir vittnen till. SS-mannen Erik Dorf befinner sig på östfronten och dokumenterar det som sker.

## Mottagande
Serien vann åtta Emmy-statyetter, bland annat vann Meryl Streep priset för bästa kvinnliga huvudroll. Serien kritiserades emellertid för att ha flera historiska felaktigheter. Bland annat tjänstegrader som inte stämde och att datum för historiska händelser flyttats.
Serien hade svensk premiär den 8 mars 1979 i TV2 och de övriga avsnitten visade under de tre efterföljande dagarna. TV-serien följdes dessutom upp av en rad dokumentärer och debattprogram under veckan som följde. Den 19 juli 1982 började en reprissändning av TV-serien, som även då följdes upp av med en rad samhällsprogram. Serien blev avgörande för att etablera uttrycket "Förintelsen" på svenska.

### Tyskland
I Västtyskland kom serien att få stort genomslag när den visades i januari 1979 och ses som en viktig del i att Förintelsen blev ett eget tema bland den breda tyska allmänheten. Tidigare TV-serier hade förvisso tagit upp Nazityskland men Förintelsen valdes ofta bort som ämne eller behandlades kort. När serien Förintelsen visades utlöste den diskussioner och hade en stor påverkan på tyskarnas medvetenhet om den egna historien. I samband med att serien visades, följde även paneldiskussioner i TV där tittarna kunde ringa till experter i studion. Över 100 000 brev skickades in till WDR som sände serien.

## Avsnitt
1. The Gathering Darkness
2. The Road to Babi Yar
3. The Final Solution
4. The Saving Remnant

## Rollista i urval
- Meryl Streep - Inga Helms Weiss
- James Woods - Karl Weiss
- Fritz Weaver - Josef Weiss
- Rosemary Harris - Berta Palitz Weiss
- Joseph Bottoms - Rudi Weiss
- Tovah Feldshuh - Helena Slomova
- Blanche Baker - Anna Weiss
- Tom Bell - Adolf Eichmann
- David Warner - Reinhard Heydrich
- Ian Holm - Heinrich Himmler
- Michael Moriarty - Erik Dorf